# Archichlora griveaudi
Archichlora griveaudi là một loài bướm đêm trong họ Geometridae.